# Goharschad Ghazvini
Goharschad Ghazvini (anhörenⓘ persisch [ɡohæɾʃɑd ɛ ɢæzvini] گوهرشاد قزوینی‎; * unbekannt in Qazvin; † 1628 ebenda), auch als Goharschad Hassani Ghazvini (persisch [ɡohæɾʃɑd ɛ hæsæni jɛ ɢæzvini] گوهرشاد حسنی قزوینی) bekannt,  war eine prominente persische Kalligrafin der Nastaliq-Schrift im 17. Jahrhundert. Sie war die Tochter Mir Emads. Sie lernte Kalligrafie von ihrer Jugendlichkeit und lernte Nastaliq-Schrift bei ihrem Vater.
Nach dem Tod ihres Vaters ging sie 1623 zu ihrem Geburtsort, Qazvin, und arbeitete dort als Kalligrafielehrerin und blieb in dieser Stadt bis zu ihrem Tod im Jahre 1628.